# Biblioteca Nacional da Espanha
A Biblioteca Nacional da Espanha, situada no número 20 do Paseo de Recoletos, em Madrid, Espanha, foi fundada pelo rei Dom Filipe V em 1711 como Biblioteca Pública do Palácio. No ano de 1716, é publicado o decreto de fundação da Biblioteca Real, sendo concedido por um privilégio real, precedendo o atual depósito legal, os editores deveriam depositar um exemplar dos livros impressos na Espanha. Em 1836 a biblioteca deixou de ser propriedade da Coroa e passou a depender do Ministério do Governo e recebeu pela primeira vez o nome de Biblioteca Nacional, durante o século XIX ingressaram por apreensão, compra ou doação a maioria dos livros antigos e valiosos que a Biblioteca possui.
Durante a Guerra Civil Espanhola, centenas de milhares de livros (algo em torno de 500.000) foram confiscados pelo Comitê de Confisco, em espanhol, Junta de Incautación.Esses livros foram tirados de seus antigos lares (casas, palácios, igrejas) e levados à Biblioteca para sua própria proteção, assim como obras de arte e objetos de valor cultural.
A Biblioteca oferece vários serviços, a saber:
1. Pergunta ao bibliotecário: em todas as salas há Bibliotecários que possam orientar o usuário a buscar bibliografia(s) e outros temas de seu interesse. Tem um serviço especializado na sala de informação bibliográfica, dotada de recursos bibliográficos em todas as áreas e de pessoal especializado.
2. Salas de consulta: há várias salas de informação, as quais são: sala de bibliografia, de publicações periódicas, de microformas e imprensa digitalizada, de documentos da biblioteca etc.
3. Empréstimo interbibliotecas: voltado para as bibliotecas que solicitam o empréstimo e para os leitores da B.N. mediante a gestão de empréstimo temporal ou da reprodução de documentos de outras bibliotecas.
4. Reprodução de documentos: a biblioteca põe a disposição dos usuários os equipamentos mais modernos e adequados que permitam a reprodução de documentos.

Tipos de reprodução: fotocópias (por scanner); impressão de qualquer documento acessível no sistema da biblioteca; imagens digitais de qualquer documento bibliográfico; fotocópia de microfilmes (a partir de materiais em suporte alternativo) e a reprodução sonora/AV de sons de fonoteca em suporte solicitado: CD-ROM, DAT, vídeo, DVD e cassete.
As funções da Biblioteca Nacional são estabelecidas no estatuto a que a governam, sendo recolhido nos seguintes decretos: DECRETO REAL de 31 de outubro 1581/1991. Em 21 de fevereiro foi aprovado o DECRETO REAL 253/1997 da biblioteca nacional, havendo várias modificações até chegar ao DECRETO ATUAL 350/2001, de 4 de abril.